# Le Mesnil-Lieubray
Le Mesnil-Lieubray – miejscowość i gmina we Francji, w regionie Normandia, w departamencie Sekwana Nadmorska.
Według danych na rok 1990 gminę zamieszkiwały 82 osoby, a gęstość zaludnienia wynosiła 14 osób/km² (wśród 1421 gmin Górnej Normandii Le Mesnil-Lieubray plasuje się na 810. miejscu pod względem liczby ludności, natomiast pod względem powierzchni na miejscu 620.).